# دانی ناتسون
دانی ناتسون (به انگلیسی: Dagny Knutson) (زادهٔ ۱۸ ژانویهٔ ۱۹۹۲) شناگر اهل ایالات متحده آمریکا است.